# Weipoltsdorf
Weipoltsdorf (auch Weipelsdorf) ist eine mittelalterliche Wüstung im Landkreis Schweinfurt auf dem Gemeindegebiet von Üchtelhausen.

## Geografische Lage
Die Wüstung befindet sich auf 307 m ü. NN im Süden der Schweinfurter Rhön, 6 km nordöstlich vom Schweinfurter Marktplatz. Sie liegt am Ostrand des Gebietes der Großgemeinde Üchtelhausen auf der Gemarkung des Altortes, zwischen den beiden Waldgebieten Stöckach im Norden und Gereut im Süden. Der einstige Weiler lag an den Quellen des Wildbachs, wie der Oberlauf des Meerbachs genannt wird, der 3 km südlich der Wüstung bei Mainberg in den Main mündet. Auch die genauesten heutigen topografischen Karten enthalten keine Flurnamen mehr, die auf die Wüstung hinweisen, während in einem historischen Katasterplan aus dem 19. Jahrhundert drei Bezeichnungen im Umfeld der Wüstung einen Hinweis geben:
- „Weipoltsdorf, Staatswald, Distr. VI, Abth. 1“ (Gemarkung Üchtelhausen, heute zur Großgemeinde Üchtelhausen)
- „Die Weipoltsdorf, Flur“ (ebd.)
- „Die Weipelsdorf, Flur (Gemarkung Hausen“, heute zur Großgemeinde Schonungen)

| Wachtelberg  | Hoppachshof                                 | Hesselbach         |
| Üchtelhausen | Kompassrose, die auf Nachbargemeinden zeigt | Hesselbacher Grund |
| Hain         | Meerbachgrund Mainberg                      | Hausen             |

## Geschichte
1436/37 erhielt der Rat der Stadt Schweinfurt die beiden Exklaven Weipoltsdorf und
Ottenhausen im Rahmen einer großen Expansion. Vom Deutschen Orden wurden für insgesamt 18.000 Gulden zudem die Burg auf der Peterstirn, die Dörfer Altstadt, Hilpersdorf, Weipoltshausen, Zell, die Höfe Deutschhof, Thomashof und die zugehörigen Landgebiete erworben. Im Dreißigjährigen Krieg wurde Weipoltsdorf verwüstet.
Bis zur Flurbereinigung in den 1960er Jahren befand sich an der Stelle der Wüstung ein Feuchtbiotop, der in ein landwirtschaftlich genutztes Grundstück umgewandelt wurde. 1993 erwarb die Familie Erhard aus Üchtelhausen, die als „erhard-family“ Förderprojekte finanziert und eigenverantwortlich umsetzt, das Grundstück. Sie errichtete in Zusammenarbeit mit den Naturschutzbehörden wieder einen Biotop mit einem Teich namens Alt Weipoltsdorf.

## Beschreibung
Weipoltsdorf war ein Weiler mit sechs bis acht Häusern. Er lag an einigen heute noch bestehenden Quellen in einem kleinen Seitental im Quellbereich des Wildbachs zwischen den großen Waldgebieten der Schweinfurter Rhön. Oberhalb (nördlich) der Wüstung ist der Wildbach nur noch ein nicht ständig wasserführender Graben ohne weitere Quellen. Die Anordnungen der Grundstücke mit vielen kleinen Parzellen weisen noch auf die Besiedlung hin. In einer historischen Karte ist dieses klein parzellierte Gebiet frei von Wald, während heute der südliche Bereich bewaldet ist, wobei sich an den Waldschneisen teilweise noch die historischen Parzellen abzeichnen. Die Wüstung wird vom Bayerischen Landesamt für Denkmalpflege als Bodendenkmal D-6-5927-0090 Mittelalterliche Wüstung "Weipoltsdorf" geführt (Stand 2. September 2017).
Koordinaten: 50° 5′ 13,4″ N, 10° 17′ 33,8″ O